# Лысов, Иоанн Фёдорович
Иоанн (Иван) Фёдорович Лысов (эст. Joann Lõssov; 10 сентября 1921, Таллин, Эстония — 3 августа 2000, там же) — эстонский и советский баскетболист и баскетбольный тренер. Играл на позиции разыгрывающего защитника.
Двукратный чемпион Европы, серебряный призёр Олимпийских игр 1952 года. Заслуженный мастер спорта СССР (1947).
В качестве старшего тренера женской сборной СССР выигрывал чемпионаты Европы 1954 и 1956 годов. Заслуженный тренер СССР (1957).

## Биография

### Клубная карьера
Иоанн Лысов начал играть в баскетбол в таллинском клубе «Русь» в 1935 году, после присоединения Прибалтики к СССР выступал за клуб при таллинском доме офицеров.
Участник Великой Отечественной войны, служил в 7-й стрелковой дивизии, награждён орденом Красной Звезды, орденом Отечественной войны II степени (06.04.1985).
После войны Лысов играл в таллинском «Калеве», стал в его составе бронзовым призёром первого послевоенного чемпионата страны. Затем, с 1949 по 1951 год играл за тартуский УСК, с которым становился чемпионом и серебряным призёром чемпионата СССР. Позднее снова выступал за «Калев», завершил карьеру в 1958 году.

### В сборной
В составе сборной СССР Иоанн Лысов выигрывал чемпионаты Европы 1947 и 1951 годов, а также турниры Всемирных студенческих игр в 1949 и 1951 годах. С 1949 по 1953 год был капитаном команды. На чемпионате Европы-1947 был признан самым ценным игроком. На первом для советских баскетболистов олимпийском турнире на играх в Хельсинки в 1952 году Иоанн Лысов выиграл вместе со своей командой серебряные медали, набрав на турнире 18 очков.
В 2006 году в опросе газеты «Спорт-Экспресс», приуроченном к столетию российского баскетбола Иоанн Лысов занял 10-е место в списке лучших разыгрывающих. В 2010 году Иоанн Лысов был введён в Зал баскетбольной славы Эстонии.

### Тренерская карьера
Играя за таллинский ДО, Иоанн Фёдорович Лысов работал там же тренером по спортивным играм.
С 1953 по 1958 год возглавлял женскую сборную СССР, приводил её к победам на чемпионатах Европы 1954 и 1956 годов. В 1958—1959 годах входил в тренерский совет ФИБА.
В советское время Иоанн Фёдорович Лысов был награждён орденом Трудового Красного Знамени, а в 1998 году — орденом Белой звезды за заслуги перед Эстонией.

## Достижения

### В качестве игрока

#### Командные

##### Клубные
- Чемпион СССР: 1949
- Серебряный призёр чемпионата СССР: 1950
- Бронзовый призёр чемпионата СССР: 1945

##### В сборной
- Серебряный призёр Олимпийских игр: 1952
- Чемпион Европы (2): 1947, 1951
- Победитель Всемирных студенческих игр (2): 1949, 1951

#### Личные
- Самый ценный игрок чемпионата Европы: 1947

### В качестве тренера
- Чемпион Европы (женщины) (2): 1954, 1956
- Победитель Международных дружеских спортивных игр молодёжи (3): 1953, 1955, 1957
- Серебряный призёр Всемирных студенческих игр: 1954